# Serbie au Concours Eurovision de la chanson 2020
La Serbie était l'un des quarante et un pays participants prévus du Concours Eurovision de la chanson 2020, qui aurait dû se dérouler à Rotterdam aux Pays-Bas. Le pays aurait été représenté par le groupe Hurricane et leur chanson Hasta la vista, sélectionnés via le télé-crochet Beovizija 2020. L'édition est finalement annulée en raison de la pandémie de Covid-19.

## Sélection
Le diffuseur RTS a confirmé sa participation au Concours le 25 juillet 2019. Le programme Beovizija est reconduit pour 2020 en tant que sélection serbe pour l'Eurovision.

### Format
L'édition 2020 du Beovizija est composée de deux demi-finales, qui se tiennent les 28 et 29 février 2020, et d'une finale se tenant le 1er mars 2020. Lors de chaque demi-finale, douze artistes participent et six se qualifient pour la finale. Les douze artistes qualifiés participent lors de la finale. Lors de chaque soirée, le résultat est déterminé par un vote comprenant le vote d'un jury pour moitié et le télévote serbe pour l'autre moitié.

### Chansons
Du 30 août au 9 décembre 2019, les artistes pouvaient soumettre leur candidatures au diffuseur. Toutes les chansons doivent être interprétées dans une des langues officielles de la Serbie,. 24 chansons ont été retenues pour participer à la sélection, les noms des candidats étant annoncés le 9 janvier 2020.
| Artistr                           | Chanson            | Auteur(s) |
| --------------------------------- | ------------------ | --- |
| Ana Milenković                    | Tajna              | Dušan Bačić |
| Andrija Jo                        | Oči meduze         | Jimmy Jansson, Palle Hammarlund, Andrijano Ajzi                                                                |
| Biljana Đurđević & Amvon Duo      | Raj                | Tina Amvon |
| Bojana Mašković                   | Kao muzika         | Goran Kovačić, Bojana Mašković                                                                                 |
| Balkubano                         | Svadba velika      | Nikola Burovac, Danijel Đurić                                                                                  |
| Branislav Mojićević               | Cvet sa Prokletija | Mirko Šenkovski Geronimo                                                                                       |
| EJO                               | Trag               | Stevan Milijanović, Jelena Ćuslović                                                                            |
| Hurricane                         | Hasta la vista     | Nemanja Antonić, Kosana Stojić, Sanja Vučić                                                                    |
| Igor Simić                        | Ples za rastanak   | Daniel Kajmakoski, Matej Đakovski, Vladimir Danilović, Boško Čirković                                          |
| Ivan Kurtić & Mistik Cello        | Sabajle            | Nikola Burovac, Miloš Roganović                                                                                |
| Ivana Jordan                      | Vila               | Ivana Jordan                                                                                                   |
| Karizma                           | Ona me zna         | Dušan Janićijević, Dejan Jelisavčić                                                                            |
| Lazar Živanović                   | Puklo je nebo      | Michael James Day, Adis Eminić                                                                                 |
| LIFT                              | Samo mi kaži       | Dimitrije Borčanin, Aleksa Vučković                                                                            |
| Marko Marković                    | Kolači             | Vladimir Graić, Marko Marković, Nemanja Filipović, Leontina Vukomanović                                        |
| Milan Bujaković & Olivera Popović | Niti               | Petar Pupić, Milan Bjelica, Luka Racić                                                                         |
| Milica Mišić                      | Kiša               | Sashka Janx |
| Naiva                             | Baš baš            | Zoran Živanović, Jelena Galonić                                                                                |
| Neda Ukraden                      | Bomba              | Dušan Bačić, Dejan Nikolić                                                                                     |
| Nenad Ćeranić                     | Veruj u sebe       | Alek Aleksov, Nenad Ćeranić                                                                                    |
| Rocher Etno Band                  | Samo ti umeš to    | Rastko Aksentijević                                                                                            |
| Sanja Bogosavljević               | Ne puštam          | Sanja Bogosavljević, Kristina Kovač                                                                            |
| Srđan Lazić                       | Duša i telo        | Srđan Lazić, Dejan Ivanović                                                                                    |
| Thea Devy                         | Sudnji dan         | Pele Loriano, Beth Morris, Dominic Scott, Ashley Hicklin, Thea Devy, Petar Spirić, Aleksandra Lazarević Spirić |

### Émissions

#### Demi-finales
- Qualifiés

##### Première demi-finale
| Ordre | Artiste                    | Chanson          | Télévote | Télévote | Jury | Total | Place |
| Ordre | Artiste                    | Chanson          | Voix     | Points   | Jury | Total | Place |
| ----- | -------------------------- | ---------------- | -------- | -------- | ---- | ----- | ----- |
| 1     | EJO                        | Trag             | 1569     | 6        | 3    | 9     | 6     |
| 2     | Milica Mišić               | Kiša             | 1325     | 4        | 5    | 9     | 7     |
| 3     | Ivan Kurtić & Mistik Cello | Sabajle          | 1147     | 2        | 1    | 3     | 10    |
| 4     | Thea Devy                  | Sudnji dan       | 1541     | 5        | 8    | 13    | 5     |
| 5     | Karizma                    | Ona me zna       | 963      | 0        | 0    | 0     | 12    |
| 6     | Andrija Jo                 | Oči meduze       | 5611     | 12       | 4    | 16    | 3     |
| 7     | Sanja Bogosavljević        | Ne puštam        | 940      | 0        | 7    | 7     | 8     |
| 8     | Marko Marković             | Kolači           | 3066     | 10       | 10   | 20    | 1     |
| 9     | Srđan Lazić                | Duša i telo      | 1217     | 3        | 2    | 5     | 9     |
| 10    | Neda Ukraden               | Bomba            | 1848     | 7        | 6    | 13    | 4     |
| 11    | Bilja & Amvon duo          | Raj              | 999      | 1        | 0    | 1     | 11    |
| 12    | Igor Simić                 | Ples za rastanak | 2939     | 8        | 12   | 20    | 2     |

##### Deuxième demi-finale
| Ordre | Artiste                           | Chanson            | Télévote | Télévote | Jury | Total | Place |
| Ordre | Artiste                           | Chanson            | Voix     | Points   | Jury | Total | Place |
| ----- | --------------------------------- | ------------------ | -------- | -------- | ---- | ----- | ----- |
| 1     | LIFT                              | Samo mi kaži       | 3116     | 10       | 6    | 16    | 2     |
| 2     | Bane Mojićević                    | Cvet sa Prokletija | 2359     | 7        | 3    | 10    | 6     |
| 3     | Balkubano                         | Svadba velika      | 949      | 1        | 0    | 1     | 11    |
| 4     | Bojana Mašković                   | Kao muzika         | 1932     | 4        | 2    | 6     | 8     |
| 5     | Naiva                             | Baš, baš           | 2255     | 6        | 8    | 14    | 4     |
| 6     | Rocher Etno Band                  | Samo ti umeš to    | 1154     | 3        | 0    | 3     | 10    |
| 7     | Lazar Živanović                   | Puklo je nebo      | 787      | 0        | 1    | 1     | 12    |
| 8     | Ivana Jordan                      | Vila               | 866      | 0        | 7    | 7     | 7     |
| 9     | Nenad Ćeranić                     | Veruj u sebe       | 1017     | 2        | 4    | 6     | 9     |
| 10    | Hurricane                         | Hasta la vista     | 7230     | 12       | 12   | 24    | 1     |
| 11    | Ana Milenković                    | Tajna              | 2545     | 8        | 5    | 13    | 5     |
| 12    | Milan Bujaković & Olivera Popović | Niti               | 2246     | 5        | 10   | 15    | 3     |

#### Finale
- Vainqueur

| Ordre | Artiste                           | Chanson            | Télévote | Télévote | Jury | Total | Place |
| Ordre | Artiste                           | Chanson            | Voix     | Points   | Jury | Total | Place |
| ----- | --------------------------------- | ------------------ | -------- | -------- | ---- | ----- | ----- |
| 1     | Milan Bujaković & Olivera Popović | Niti               | 2544     | 1        | 5    | 6     | 9     |
| 2     | Hurricane                         | Hasta la vista     | 19 781   | 12       | 12   | 24    | 1     |
| 3     | Neda Ukraden                      | Bomba              | 2965     | 2        | 7    | 9     | 7     |
| 4     | Andrija Jo                        | Oči meduze         | 13 582   | 10       | 1    | 11    | 4     |
| 5     | Igor Simić                        | Ples za rastanak   | 3923     | 4        | 10   | 14    | 3     |
| 6     | Thea Devy                         | Sudnji dan         | 2153     | 0        | 4    | 4     | 10    |
| 7     | EJO                               | Trag               | 2070     | 0        | 0    | 0     | 12    |
| 8     | LIFT                              | Samo mi kaži       | 3454     | 3        | 0    | 3     | 11    |
| 9     | Ana Milenković                    | Tajna              | 5710     | 8        | 3    | 11    | 5     |
| 10    | Naiva                             | Baš, baš           | 4825     | 7        | 8    | 15    | 2     |
| 11    | Marko Marković                    | Kolači             | 4506     | 5        | 6    | 11    | 6     |
| 12    | Bane Mojićević                    | Cvet sa Prokletija | 4650     | 6        | 2    | 8     | 8     |

La finale se conclut par la victoire de Hurricane avec la chanson Hasta la vista qui représenteront donc la Serbie à l'Eurovision 2020.

## À l'Eurovision
La Serbie aurait participé à la deuxième demi-finale, le 14 mai puis, en cas de qualification, à la finale du 16 mai 2020.
Le 18 mars 2020, l'annulation du Concours en raison de la pandémie de Covid-19 est annoncée.